# Драгомир Обрадовић
Драгомир Обрадовић (Забрдица, код Ваљева, 24.јануар 1872 − Београд, 19. новембар 1931) је био српски професор и министар вера Краљевине СХС 1927.
Био је директор гимназије „Дом науке” у Солуну (1903–1910). Радио је као директор гимназије у Скопљу (1910–1911), и Нишу (1911–1912).
Био је школски инспектор Скопске области. У току Првог светског рата био је инспектор просветног одељења у Ници у Француској. Након рата био је просветни инспектор за Јужну Србију са седиштем у Скопљу.
Учествовао је у балканским ратовима као резервни официр. Током Првог светског рата повлачио се са Српском војском до Скадра. Био је одређен да прикупи српске гимназијалце и одведе их у Француску где су у Ници наставили школовање. Био је члан Управног одбора Удружења Јужносрбијанаца, члан утемељивач и члан Главног одбора Друштва Светог Саве.
Био је одликован: Орден Светог Саве V–I реда, Орден Белог орла V, Карађорђевом звездом IV, Орденом Француске легије части, Даниловим орденом, Орденом Црвеног крста и Златном медаљом за ревносну службу.